# Leipziger Fußballverband
Der Leipziger Fußballverband e. V. (LFV) war eine Vereinigung von Fußballkreisverbänden im Regierungsbezirk Leipzig. Bereits von 1896 bis 1905 hatte in Leipzig unter dem Namen Verband Leipziger Ballspiel-Vereine ein regionaler Fußballverband bestanden. Die hier behandelte Organisation wurde am 15. August 1990 ins Vereinsregister Leipzig eintragen. Der LFV war ein Unterverband des Sächsischen Fußball-Verbands (SFV) und Dachverband von 6 Kreisfachverbänden mit insgesamt 221 Vereinen und 30.133 Mitgliedern (Stand 2008). Letzter Präsident war Rainer Hertle. Zum 30. Juni 2010 wurde der Leipziger Fußballverband im Rahmen der Strukturreform des Sächsischen Fußballverbandes aufgelöst. Die jetzt 13 sächsischen Kreisverbände sind direkt unterhalb des SFV angesiedelt.

## Ligen
- Männer (Herren, A-, B-, C-, D-, E-Junioren)
  - Bezirksliga
  - Bezirksklasse Staffel 1 und 2

+ Ligen der Untergeordneten Verbände
- Frauen (Frauen, B-, C-Juniorinnen)
  - Bezirksliga

+ Ligen der Untergeordneten Verbände

## Pokale (Bezirkspokal Leipzig)
- Männer
  - Wernesgrüner-Bezirkspokal (Herren)
  - Ludwig Fuhrmann-Pokal (A-Junioren)
  - Helmut Schulz-Pokal (B-Junioren)
  - Wolfgang Klos-Pokal (C-Junioren)
  - Rudi-Glöckner-Pokal (D-Junioren)
  - LFV-Vereinspokal (E-Junioren)
- Frauen
  - LFV-Pokal (Frauen)
  - Bezirkspokal (B-, C-Juniorinnen)

## Vereine in höheren Ligen
Herren Saison 2017/18
| Stufe | Bezeichnung          | Anzahl | Vereine                                                                            |
| ----- | -------------------- | ------ | ---------------------------------------------------------------------------------- |
| 1.    | Bundesliga           | 1      | RB Leipzig                                                                         |
| 2.    | 2. Bundesliga        | 0      | –                                                                                  |
| 3.    | 3. Liga              | 0      | –                                                                                  |
| 4.    | Regionalliga Nordost | 2      | 1. FC Lokomotive Leipzig, BSG Chemie Leipzig                                       |
| 5.    | Oberliga Nordost     | 1      | Inter Leipzig                                                                      |
| 6.    | Sachsenliga          | 4      | Kickers 94 Markkleeberg, SSV Markranstädt, SV Lipsia 93 Eutritzsch, VfB Zwenkau 02 |

Frauen Saison 2017/18
| Stufe | Bezeichnung          | Anzahl | Vereine    |
| ----- | -------------------- | ------ | ---------- |
| 1.    | Bundesliga           | 0      | -          |
| 2.    | 2. Bundesliga        | 0      | -          |
| 3.    | Regionalliga Nordost | 1      | RB Leipzig |

## Übergeordnete Verbände
- Fédération Internationale de Football Association (FIFA)
- Union of European Football Associations (UEFA)
- Deutscher Fußball-Bund (DFB)
- Nordostdeutscher Fußballverband (NOFV)
- Sächsischer Fußball-Verband (SFV)

## Untergeordnete Verbände
- Regionalfachverband Fußball Borna/Geithain
- Kreisverband Fußball Delitzsch
- Döbelner Fußballverband
- Fußballverband Muldental
- Fußballverband Stadt Leipzig
- Fußballverband Torgau/Oschatz